# Сливица (село)
 Тази статия е за селото в Северна Македония.  За лимфоидния орган вижте Сливица.  
Сливица (на македонска литературна норма: Сливица) е село в южната част на Северна Македония, община Новаци.

## География
Селото е разположено в долината на Църна (Черна), югоизточно от град Битоля.

## История

### В Османската империя
Селото се споменава в османски регистър за доганджиите в Румелия, за задълженията и земевладеенето им от началото на последната четвърт на XV век. От Сливица (Ишливниче) са регистрирани 7 домакинства с доход 394 акчета.
В XIX век Сливица е изцяло българско село в Битолска кааза на Османската империя. Според статистиката на Васил Кънчов („Македония. Етнография и статистика“) от 1900 година Сливица има 230 жители, всички българи християни.
На Етнографската карта на Битолския вилает на Картографския институт в София от 1901 година Сливица е чисто българско село в Битолската каза на Битолския санджак с 22 къщи.
В началото на XX век християнското население на селото е под върховенството на Българската екзархия. По данни на секретаря на екзархията Димитър Мишев („La Macédoine et sa Population Chrétienne“) в 1905 година в Сливица има 160 българи екзархисти.

### В Сърбия, Югославия и Северна Македония
По време на българското управление на Вардарска Македония през Първата световна война Сливица е част от Бродска община в Битолска селска околия и има 168 жители.
Според преброяването от 2002 година селото има 3 жители, всички северномакедонци.
| Националност     | Всичко |
| северномакедонци | 3      |
| албанци          | 0      |
| турци            | 0      |
| роми             | 0      |
| власи            | 0      |
| сърби            | 0      |
| бошняци          | 0      |
| други            | 0      |

## Личности
Починали в Сливица
- Велко Петков, български революционер от ВМОРО, четник на Петър Христов Германчето[7] и на Димко Сарванов[8]
- Иван Баламезов, български военен деец, поручик, загинал през Първата световна война[9]